# Tournoi britannique de rugby à XV 1937
Navigation
Tournoi 1936 Tournoi 1938
Le cinquantième Tournoi britannique de rugby à XV de 1937 (du 16 janvier au 3 avril 1937) est remporté par l'Angleterre sur sa onzième Triple Couronne.

## Classement
| Nations            | J | V | N | D | PP | PC | Δ   | Pts |
| ------------------ | - | - | - | - | -- | -- | --- | --- |
| Angleterre         | 3 | 3 | 0 | 0 | 19 | 14 | +5  | 6   |
| Irlande            | 3 | 2 | 0 | 1 | 24 | 16 | +8  | 4   |
| Écosse             | 3 | 1 | 0 | 2 | 20 | 23 | -3  | 2   |
| Pays de Galles (T) | 3 | 0 | 0 | 3 | 12 | 22 | -10 | 0   |

- Légende :
J matches joués, V victoires, N matches nuls, D défaites
PP points marqués, PC points encaissés, Δ différence PP-PC
T : Tenant du titre 1936.

## Résultats
| 16 janvier 1937, Londres | Angleterre     | 04 - 3  | Pays de Galles |
| 6 février 1937, Swansea  | Pays de Galles | 06 - 13 | Écosse         |
| 13 février 1937, Londres | Angleterre     | 09 - 8  | Irlande        |
| 27 février 1937, Dublin  | Irlande        | 11 - 4  | Écosse         |
| 20 mars 1937, Édimbourg  | Écosse         | 03 - 6  | Angleterre     |
| 3 avril 1937, Belfast    | Irlande        | 05 - 3  | Pays de Galles |